# مغالطة المذهب الطبيعي
مغالطة المذهب الطبيعي مفهوم طرحه الفيلسوف البريطاني جورج إدوارد مور في كتابه مبادئ الأخلاق. وهو من المباحث الفلسفية في أخلاقيات فوقية وهي فرع عن الأخلاقيات يسعى لفهم خصائص الأخلاق. ووفق هذا المفهوم يعتبر مور أنه من المغالطة تفسير الخير بمصطلحات مختزلة من الخصائص الطبيعية كاللذة والرغبة.
قدم الفيلسوف البريطاني جي. مور في كتابه «مبادئ الأخلاق» في عام 1903 مصطلح«مغالطة المذهب الطبيعي» أو ما يعرف بـ«المغالطة الطبيعية» فيما يتعلق بالأخلاق الفلسفية. يجادل مور بأنه سيكون من غير الصحيح شرح ما هو مختزل بشكل جيّد من حيث الخصائص الطبيعية مثل المتعة أو الرغبة.
ترتبط مغالطة مور الطبيعية ارتباطاً وثيقاً بالمشكلة القائمة، والتي تأتي من مقال ديفيد هيوم عن الطبيعة البشرية (1738-1740). ومع ذلك، على عكس وجهة نظر هيوم فيما يتعلق بالمشكلة الحقيقية، لم يعتبر مور (وغيره من مؤيدي عدم الأخلاقية الطبيعية) أن المغالطة الطبيعية تتعارض مع الواقعية الأخلاقية.
لا ينبغي الخلط بين مصطلح «المغالطة الطبيعية» و«مغالطة الاحتكام إلى الطبيعي» المتمثّلة في أشكال التفكير مثل «هذا شيء طبيعي؛ وبالتالي، يعتبر مقبول أخلاقياً» أو «هذا الأمر غير طبيعي وبالتالي هو أمر غير مرغوب به». هذه الاستنتاجات شائعة في مناقشات الطب والجنس والبيئة والأدوار المجتمعية المتعلقة بالاختلافات بين الجنسين بالإضافة لوجودها في النقاشات المتعلقة بالعرق.

## الاستخدامات المتنوعة الشائعة

### هذه مشكلة ضرورية
يمكن استعمال مصطلح المغالطة الطبيعية في بعض الأحيان لوصف استنتاج ما يجب أن يكون بالأصل «مشكلة ضرورية».
استنتج كانت أن التجربة ضرورية التطبيق في مجال استعمال حتميتها الفئوية. ولكن التجربة من تلقاء نفسها أو الضرورة بمفردها لا يمكنها تحديد الفعل باعتباره أخلاقي أم غير أخلاقي. لا يمكن أن يكون لدينا معرفة معيّنة بالأفعال الأخلاقية، كوننا غير قادرين على استنتاج كيف يجب أن تكون الأشياء، وذلك انطلاقاً من حقيقة أنها تحدث لتكون مرتّبة بطريقة معيّنة في التجربة.
وجد بينثام عند مناقشته للعلاقات بين القانون والأخلاق، أنّه عندما يناقش الناس المشكلات والقضايا، فإنهم يتحدّثون عن كيفية رغبتهم في عكس ما هو عليه بالفعل. ويمكن ملاحظة ذلك في مناقشات الحق الطبيعي والقانون الوضعي. انتقد بينثام نظريّة الحق الطبيعي لأنّه كان في نظره مغالطة طبيعية، مدّعياً أنها وصفت كيف ينبغي أن تكون الأشياء بدلاً من كيف هي الأمور.

### مناقشة مور
وفقاً لكتاب مور «مبادئ الأخلاق»، عندما يحاول الفلاسفة تعريف الخير على نحو مختزل، من حيث الخصائص الطبيعية كاللطافة والرغبة فيه، فإنهم يرتكبون مغالطة طبيعية.
في الدفاع عن اللاأخلاقية الطبيعية، حجّة مور مقلقة بالنظر للأسس الدلالية والميتافيزيقية للأخلاقيات. بشكل عام، يرفض معارضو الطبيعة الأخلاقية الاستنتاجات الأخلاقية المستخلصة من الحقائق الطبيعية.
يجادل مور بأن الخير –بمعنى القيمة الجوهرية- هو ببساطة غير مفيد، لا يمكن تعريفه لأنه ليس خاصيّة طبيعية، كونه «واحداً من تلك الأشياء التي لا تعد ولاتحصى للفكر والتي هي نفسها غير قابلة للتعريف، لأن المصطلحات النهائية بالرجوع إلى أي شيء» قابل«للتعريف يجب تعريفه». من ناحية أخرى، يتجنّب علماء الطبيعة الأخلاقيين مثل هذه المبادئ لصالح تحليل أكثر قابلية للتجريب لما يعنيه أن يكون الخير: على سبيل المثال، من حيث المتعة في سياق مذهبها.
في §7، يناقش مور بأن الخاصيّة إمّا عبارة عن مجمع من الخصائص البسيطة، أو هي أبسط من أن تكون قابلة للاختزال. يمكن تعريف الخصائص المعقّدة من حيث الأجزاء المكوّنة لها ولكن الخاصيّة البسيطة لا تحتوي على أجزاء. بالإضافة إلى الجودة والسرور، يقترح مور أن نوعيات الألوان غير محدّدة: إذا أراد شخص ما فهم اللون الأصفر، فيجب على المرء أن يرى أمثلة عنه. لن يكون مفيداً قراءة قاموس ومعرفة أن الأصفر هو لون صفار البيض والليمون الناضج، أو أن اللون الأصفر يصف اللون الأساسي بين الأخضر والبرتقالي على مقياس طيف الألوان، أو أن تصور اللون الأصفر يمكن تحفيزه بالإشعاع الكهرومغناطيسي مع طول موجة ما بين 570 و590 نانومتر، لأن الأصفر هو كل ذلك وأكثر من ذلك أيضاً.
دعا برنارد وليامز استخدام مور للمصطلح، مغالطة طبيعية، «تسمية خاطئة مذهلة»، والسؤال هو ميتافيزيقيّ معاكس للعقلانيّة.

### الاحتكام إلى الطبيعي
يستخدم بعض الأشخاص عبارة «الاحتكام إلى الطبيعي» بمعنى مختلف، لتوصيف استدلالات النموذج «شيء طبيعي؛ لذلك هو مقبول أخلاقيّاً» أو «شيء غير طبيعي؛ فهو غير مرغوب به». هذه الاستنتاجات شائعة في مناقشات الطب والمثلية الجنسية وحماية البيئة والنباتيّة.

## النقد

### العمليات المرتبطة
بعض الفلاسفة يرفضون المغالطة الطبيعية و/أو يقترحون حلول للمشكلة المقترحة.
يقترح رالف ماكينيزي أنّه يجب أن المشكلة الضرورية مرتبطة بالفعل، حيث أن طبيعة الأشياء لها غايات/ أهداف ضمنيّة. على سبيل المثال، الساعة عبارة عن جهاز يستعمل لمعرفة الوقت. عندما يفهم المرء وظيفة الساعة، يكون معيار التقييم ضمنياً في وصف الساعة ذاتها، أي لأنها ساعة فيجب أن تدلّ على الوقت. وبالتالي، إذا كان لا يمكن للمرء التفريق بين الساعة الجيدة والساعة السيئة، فإن المرء لن يعرف حقاً ماهيّة الساعة. بطريقة مماثلة، إذا كان الشخص لا يستطيع تحديد الفعل البشري الجيّد من الفعل البشري السيئ، فالمرء لا يعرف حقاً ماهيّة الشخص البشري.

## عدم منطقيّة المغالطة غير اللاطبيعية
تمّ انتقاد بعض الاستخدامات لدحض المغالطة الطبيعية (مخطّط المنطق الذي يعلن استنتاج باطل لأنه يحتوي على مثيل للمغالطة الطبيعية) لأنها تفتقر إلى الأسس المنطقيّة، والمسمّاة بالمغالطة المناهضة للمغالطة الطبيعية (المغالطة اللاطبيعية) [8]. على سبيل المثال، كتب أليكس والتر:
يؤكّد دحض المغالطة الطبيعية التي تم تعريفها على أنها استنتاج الاستنتاجات التقييمية من أسس واقعيّة بحتة. ضمنيّاً، لا يوجد أي صلة بين الحقائق والقواعد (على وجه الخصوص، بين الحقائق والعملية العقليّة التي أدّت إلى اعتماد الأعراف).

### آثار الضروريات المفترضة
يشار إلى تأثير المعتقدات حول الأخطار على السلوكيات التي تهدف إلى حماية ما يعتبر قيماً كمثال على أن الفصل التام بين الضروريات هو أمر مستحيل. كمثال أساسي للغاية، هو أنّه إذا كانت القيمة هي أن إنقاذ الأشخاص أمر جيّد، فإن المعتقدات المختلفة حول وجود أو عدم وجود إنسان في صندوق فلوتسام تؤدّي إلى تقييمات مختلفة حول ما إذا كان من الضروري والأخلاقي إنقاذ الصندوق من المحيط.
للحصول على أمثلة واسعة النطاق، إذا كان هناك شخصان يتشاركان في القيمة، فإن الحفاظ على الإنسانية المتحضّرة أمر جيّد، ويعتقد أحدهم أن مجموعة عرقية معيّنة من البشر لديها استعداد وراثي إحصائي على مستوى السكان لتدمير الحضارة بينما لا يعتقد الشخص الآخر أن هذا هو الحال، فإن الاختلاف في المعتقدات حول الأمور الواقعية سيجعل الشخص الأول يستنتج أن اضطهاد المجموعة المذكورة يعدّ «شرّاً ضروريّاً» مبرراً بينما يستنتج الشخص الثاني أنّه شر غير مبرّر على الإطلاق.
ينطبق الشيء نفسه على على المعتقدات حول الفروق الفرديّة في الاستعدادات، وليس بالضرورة العرقيّة. بطريقة مماثلة، فإن شخصين يعتقدان أنه من الشرّ جعل الأشخاص يعملون بجهد كبير وبفقر شديد، سوف يستخلصان استنتاجات مختلفة بشأن قوانين الواقع الخاصة بمالكي العقارات اعتماداً على ما إذا كانوا يعتقدون أن تصرفاتهم مبررة لزيادة أرباحهم. فالشخص الأول قد يعتقد أن اضطهاد مالكي العقارات شرّ ضروري مبرر لمنع الفقر من الانتشار، في حين قد يعتقد الآخر أنه من الشرّ اضطهاد مالكي العقارات وهو أمر غير ضروري.
يتم ذكر مثل هذه الحالات أمثلة على المعتقدات بشأن الواقع والتي لها تأثيرات على الاعتبارات الأخلاقية.

### التطبيق غير المتسق
يشير بعض منتقدي الافتراضات إلى أن الاستنتاجات التي توصلوا إليها هي مغالطات في ملاحظات الأشخاص الذين يدعون النظر في مثل هذه الاستنتاجات لأن المغالطات لا تفعل ذلك باستمرار. الأمثلة المذكورة هي أن علماء النفس التطوري الذين يُعنَون بـ«المغالطة الطبيعية» يقومون باستنتاجات متوقعة عندما –على سبيل المثال- يزعمون أن فكرة القائمة الفارغة ستؤدي إلى هندسة اجتماعية شمولية أو أن بعض الآراء حول الحياة الجنسية ستؤدي إلى محاولات لتحويل المثليين جنسياً إلى مغايري الميول الجنسية. يشير النقّاد إلى هذا غلى أنه علاكة على أن اتهامات المغالطة الطبيعية هي تكتيكات بلاغية غير متسقة وليست اكتشاف مغالطة.